# Visconde de Carnaxide
Visconde de Carnaxide é um título nobiliárquico criado por D. Carlos I de Portugal, por Decreto de 24 de Março de 1898, em favor de António Baptista de Sousa.
Titulares
1. António Baptista de Sousa, 1.º Visconde de Carnaxide.

Após a Implantação da República Portuguesa, e com o fim do sistema nobiliárquico, usou o título: 
1. António Baptista de Sousa Pedroso, 2.º Visconde de Carnaxide